# Nobuko Otowa
Nobuko Otowa (乙羽 信子 Otowa Nobuko?, Yonago, 1 de octubre de 1924 – Tokio, 22 de diciembre de 1994) fue una actriz japonesa que apareció en más de 100 películas a lo largo de su carrera que se extendió entre 1950 y 1994.

## Biografía
Nació en 1924 en Yonago, prefectura de Tottori (Japón). Fue acogido por la familia de su padre y creció en Osaka. Poco después se mudó a la ciudad de Kobe.
Otowa, graduada de la Escuela de Ópera para Niñas de Takarazuka, primero fue contratada por los estudios Daiei, antes de convertirse en actriz independiente a principios de la década de 1950. Después de protagonizar la película de Kaneto Shindō Historia de una amada esposa, se convirtió en la amante del director y apareció en casi todas sus películas siguientes. Finalmente se casaron en 1977, después de que su esposa anterior se divorciara de él.
Aunque está estrechamente relacionada con las películas de Shindo (entre las que destacan Los niños de Hiroshima, La isla desnuda y Onibaba), Otowa también trabajó para otros directores de renombre como Kenji Mizoguchi, Mikio Naruse, Heinosuke Gosho, Keisuke Kinoshita y Nagisa Ōshima. Dedicada a su profesión, escribía y daba conferencias con frecuencia sobre el arte de la interpretación cinematográfica.
La actriz murió el 1 de octubre de 1994 a la edad de setenta años a causa de un cáncer de hígado terminal que se le diagnosticó durante la producción de su última película, Nota de suicidio. Sus cenizas se dividieron en dos partes, una parte está enterrada en Kioto y la otra fue esparcida en Mihara, Hiroshima, donde se filmó su película más famosa, Hadaka no sima (La isla desnuda) (1960), en la que interpretó el papel de una campesina y ganó el premio principal en el Festival Internacional de Cine de Moscú.
En 1995, recibió póstumamente el premio a la mejor actriz de reparto en el 19.º Premio de la Academia Cine de Japón por, su última película.

## Filmografía parcial

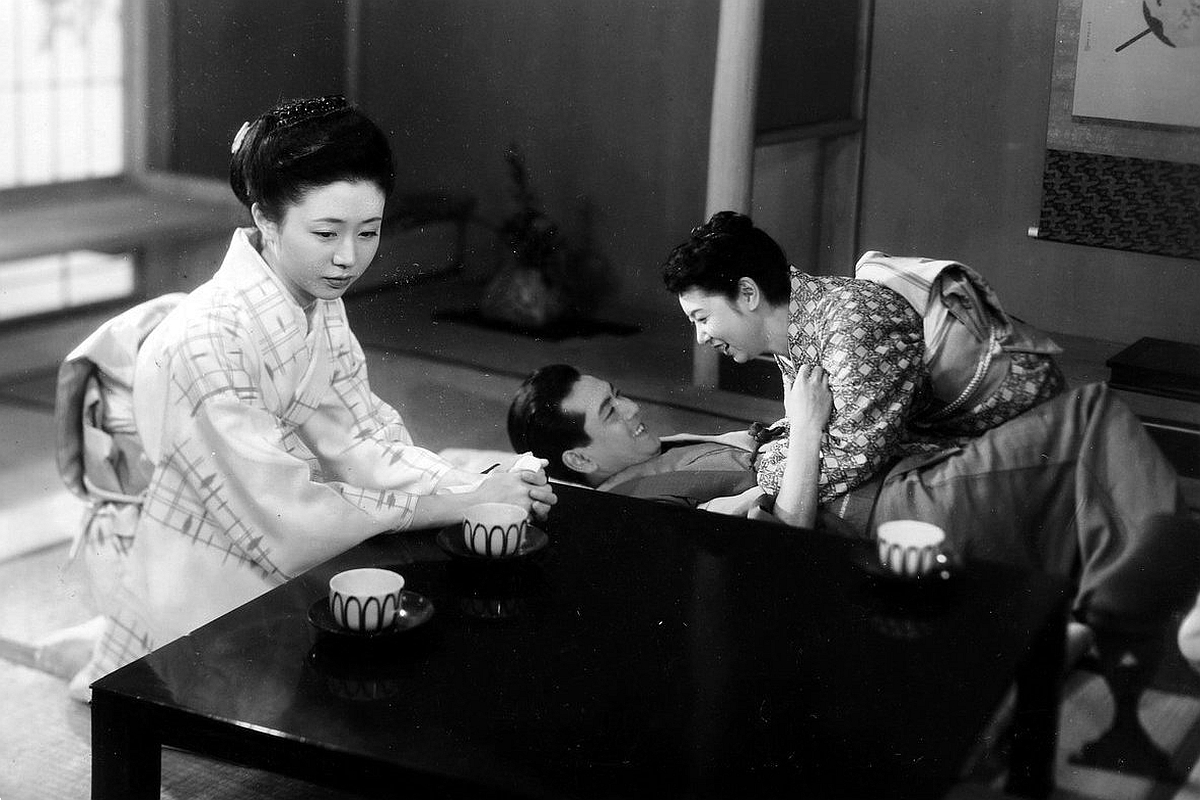
Nobuko Otowa, Yūji Hori y Kinuyo Tanaka en La señorita Oyu (1951).

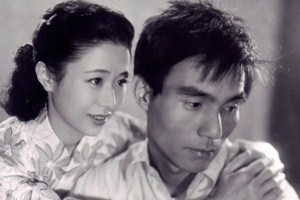
Nobuko Otowa y Jūkichi Uno en Historia de una amada esposa (1951).

| Año  | Título original    | Título en español            | Papel            | Director           |
| ---- | ------------------ | ---------------------------- | ---------------- | ------------------ |
| 1950 | Keigo Kimura       |                              |                  | Keigo Kimura       |
| 1950 | Kon'yaku yubiwa    | Anillo de compromiso         |                  | Keisuke Kinoshita  |
| 1951 | Oyū-sama           | La señorita Oyu              | Shizu            | Kenji Mizoguchi    |
| 1951 | Aisai monogatari   | Historia de una amada esposa | Takako Ishikawa  | Kaneto Shindō      |
| 1951 | Genji Monogatari   | La historia de Genji         | Murasaki no ue   | Kōzaburō Yoshimura |
| 1952 | Nadare             | Avalancha                    | Atsuko Fujikawa  | Kaneto Shindō      |
| 1952 | Genbaku no ko      | Los niños de Hiroshima       | Takako Ishikawa  | Kaneto Shindō      |
| 1953 | Shukuzu            | Epítome                      | Atsuko Fujikawa  | Kaneto Shindō      |
| 1953 | Onna no issho      | Vida de una mujer            | Fujiko Shirakawa | Kaneto Shindō      |
| 1954 | Ōsaka no yado      | La posada de Osaka           | Uwabami          | Heinosuke Gosho    |
| 1954 | Dobu               |                              | Tsuru            | Kaneto Shindō      |
| 1955 | Okami              | Los lobos                    | Akiko Yano       | Kaneto Shindō      |
| 1956 | Shirogane Shinjū   |                              | Sakie / Umeko    | Kaneto Shindō      |
| 1956 | Ryūri no Kishi     |                              | Hagiyo           | Kaneto Shindō      |
| 1959 | Nippon Tanjō       | Los Tres Tesoros             | Diosa Anenouzume | Hiroshi Inagaki    |
| 1959 | Daigo Fukuryū Maru | Dragón de la suerte n.º 5    | Shizu Kuboyama   | Kaneto Shindō      |
| 1960 | Hadaka no Shima    | La isla desnuda              | Toyo             | Kaneto Shindō      |
| 1960 | Aki tachinu        | La llegada del otoño         | Shigeko          | Mikio Naruse       |
| 1964 | Onibaba            |                              | Mujer mayor      | Kaneto Shindō      |